# Ariocarpus scaphirostris
Ariocarpus scaphirostris es una especie de planta suculenta perteneciente al género Ariocarpus, dentro de la familia Cactaceae. Es endémica del noroeste de México y se llamó originalmente Ariocarpus scapharostrus en la década de 1930. Es una de las especies más pequeñas de este género.

## Descripción

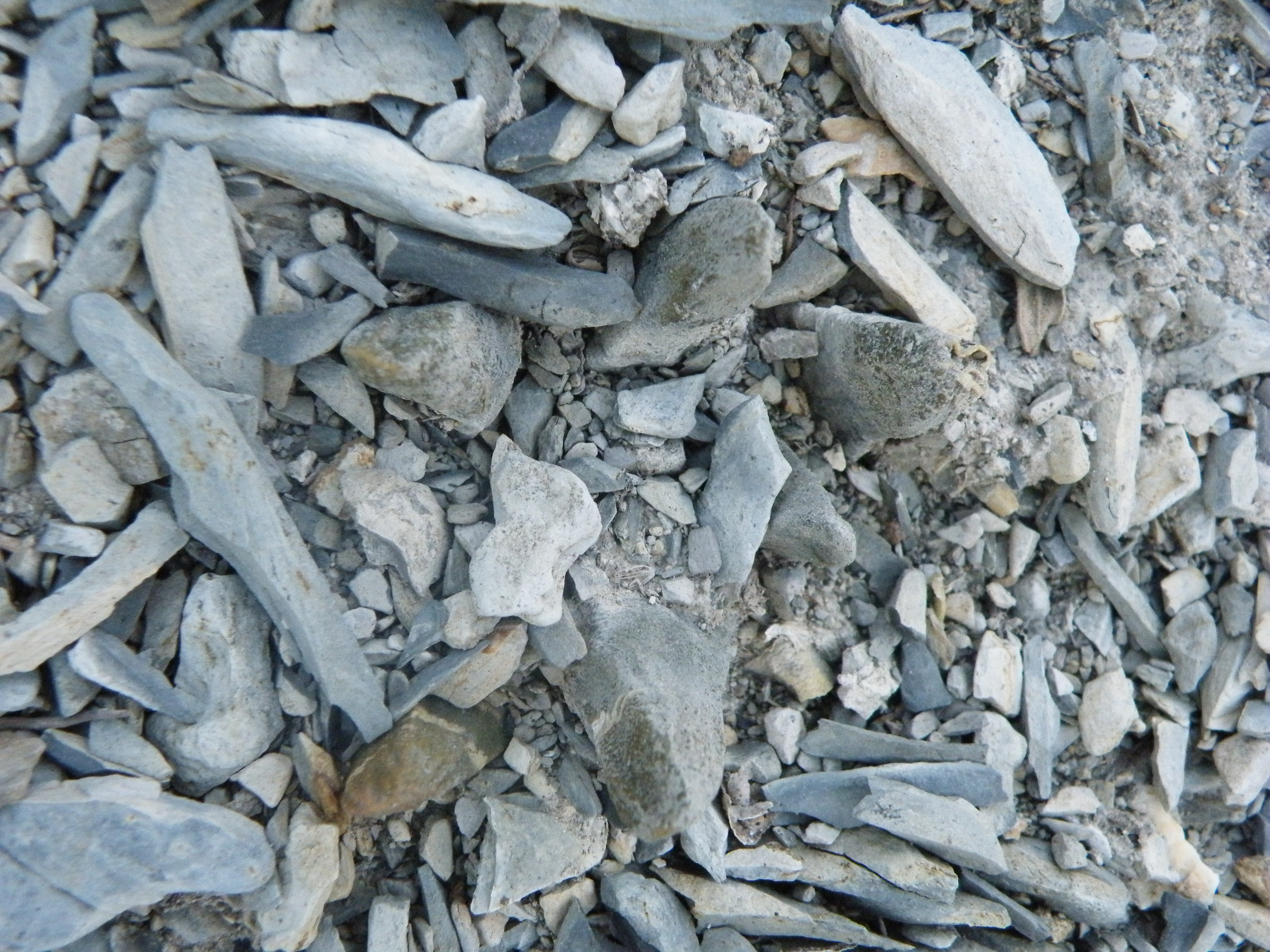
Planta creciendo bajo roca caliza

Ariocarpus scaphirostris es una especie de cactus solitario que crece con el cuerpo semienterrado en la tierra. Es de color verde oscuro a marrón, y puede alcanzar un diámetro de 4 a 9 cm, siendo unos de los Ariocarpus más pequeños que existen. Tiene una raíz subterránea gruesa parecida a la de la zanahoria.
Presenta una serie de tubérculos o protuberancias parecidas a hojas aplanadas, algo triangulares en sección transversal, extendidas y algo puntiagudas que sobresalen de la base del tallo. Son más del doble de largas que anchas, (de unos 5 cm de longitud) y es la única parte de la planta que sobresale de la superficie del suelo. Además presenta lana gris entre los tubérculos, y no suele tener areolas, aunque si las hay, están ubicadas cerca de la punta de las protuberancias (sin espinas).

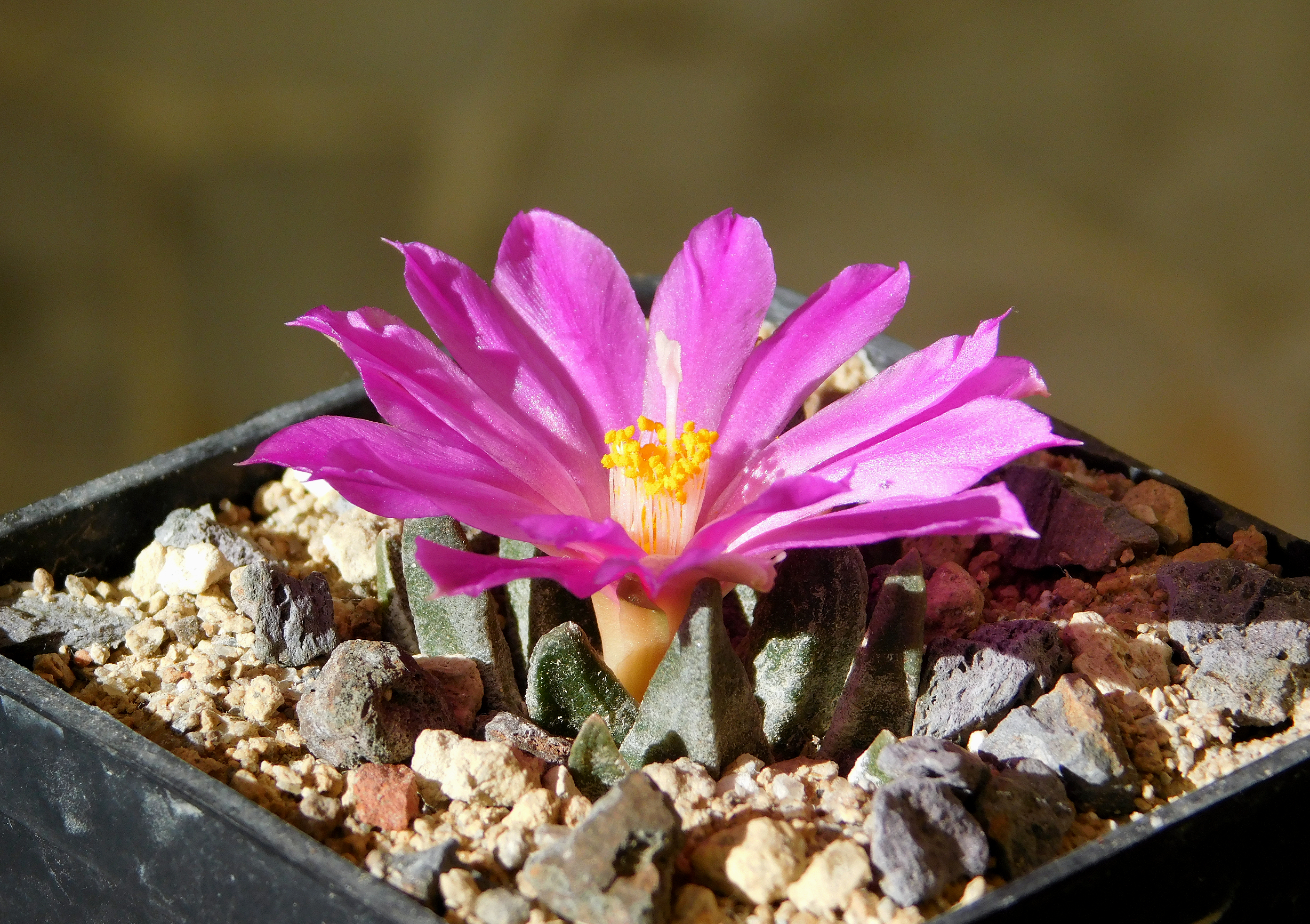
Detalle de la flor

Las flores son diurnas, de color magenta oscuro y alcanzan un diámetro de 4 cm. Los frutos son verdosos y miden entre 9 y 15 mm de largo.

## Distribución y hábitat
El área de distribución nativa de esta especie es México (Nuevo León), y crece principalmente en biomas desérticos o de matorrales secos, a unos 950 y 1400 m s. n. m. (metros sobre el nivel del mar).

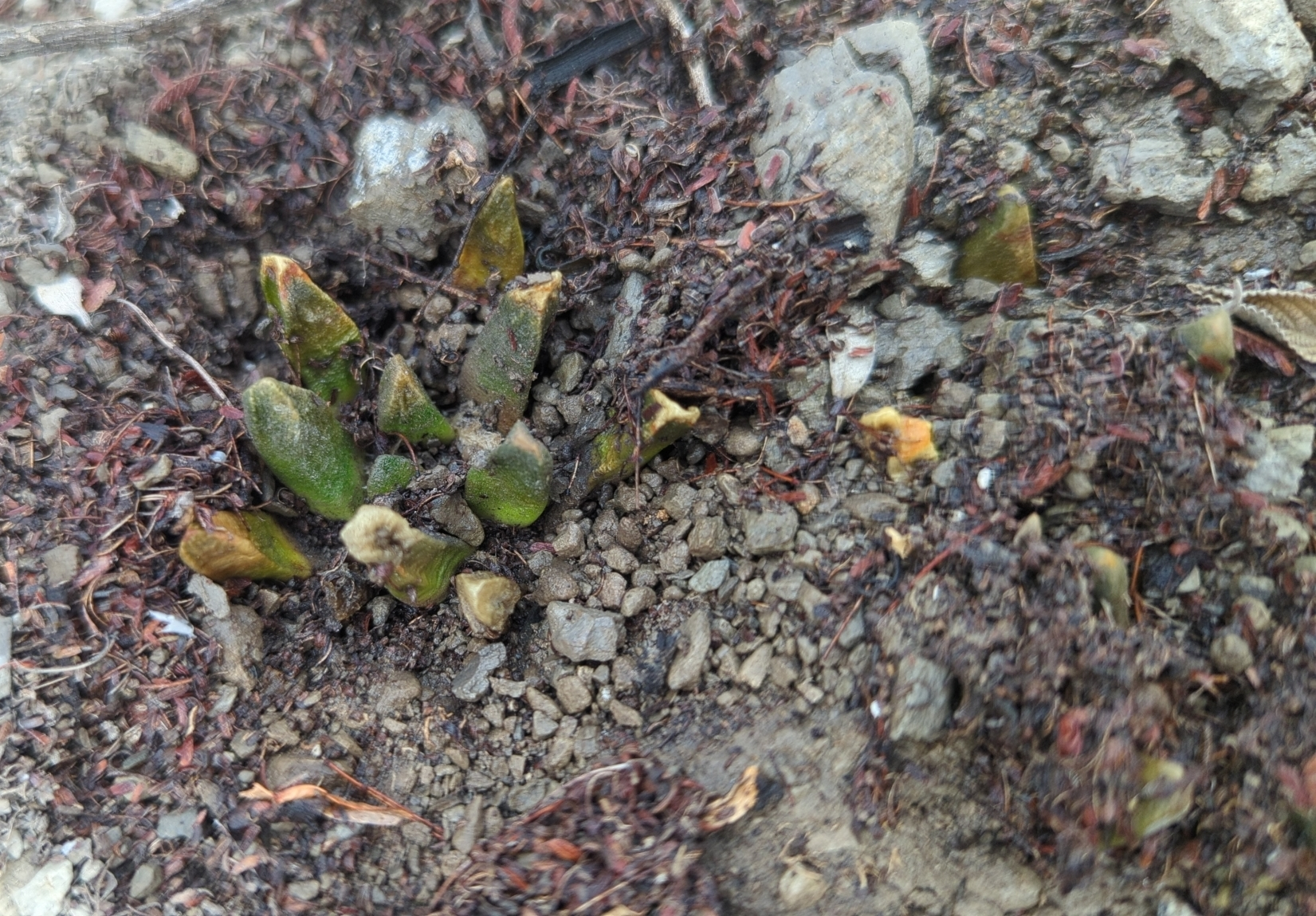
Planta en su hábitat

## Taxonomía
Acharagma scaphirostris fue descrita por el botánico alemán Friedrich Boedeker y publicada por primera vez en la revista científica Monatsschrift der Deutschen Kakteen-Gesellschaft 2: 60 en 1930.
Aunque originalmente se le llamó Ariocarpus scapharostrus, la ortografía original de Boedeker fue corregida por el botánico británico David Richard Hunt en 1991 para cumplir con el Artículo 61.1 del Código Internacional de Nomenclatura Botánica.
Etimología
- Ariocarpus: nombre genérico formado a partir de las palabras griegas aria (que significa 'blanco' o 'blanquecino') y carpus (que significa 'fruto'), en alusión al color blanco tan característico de sus frutos.
- scaphirostris: epíteto específico que deriva de la palabra griega skaphe (que significa ‘barco’) y la palabra latina rostrum (que significa ‘pico’), haciendo referencia a la forma de las puntas de las protuberancias de esta especie.[6]

## Estado de conservación

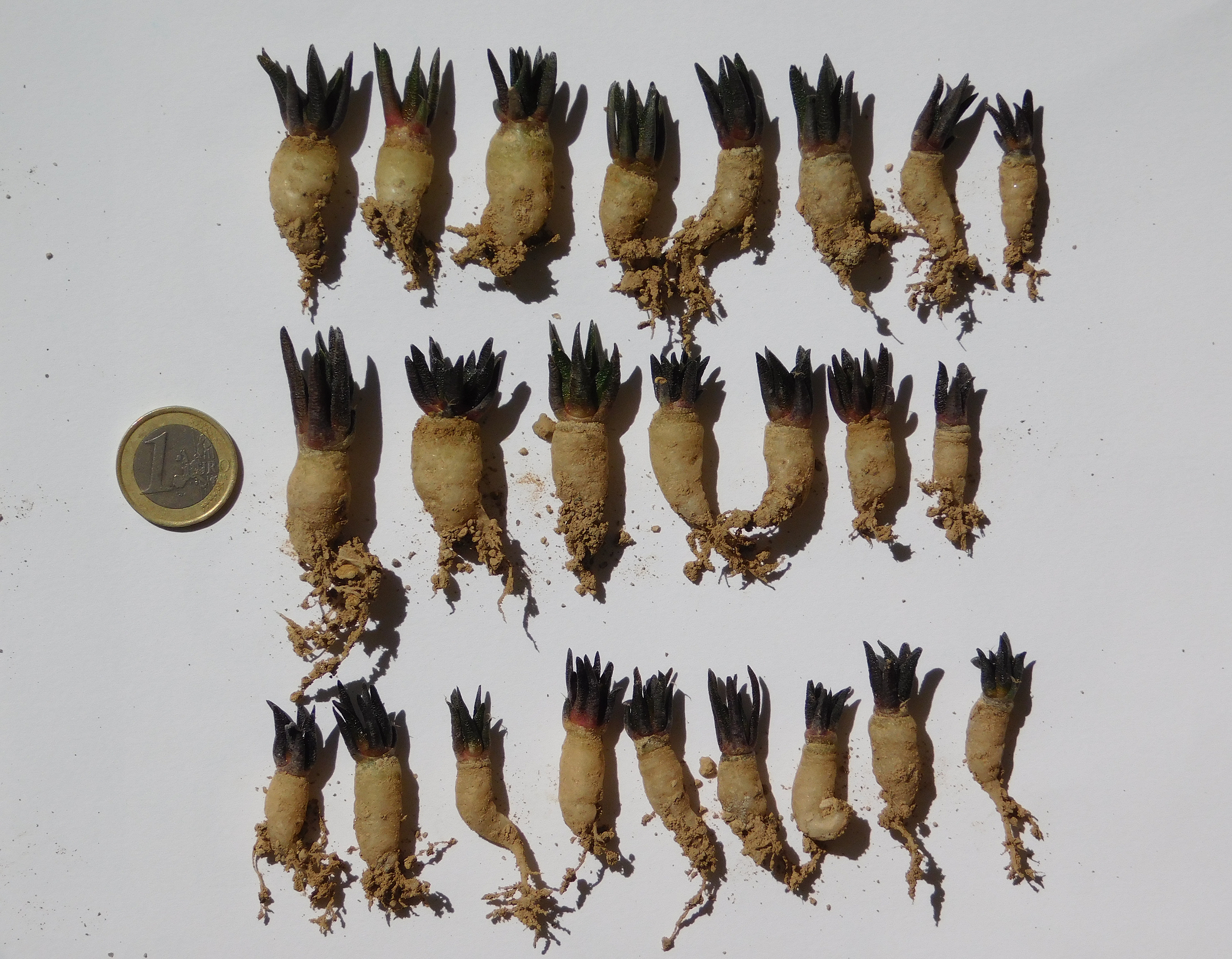
Detalle de la raíz engrosada

En la Lista Roja de Especies Amenazadas de la UICN, la especie está clasificada como “En Peligro (EN)”.

## Importancia económica y cultural

### Cultivo
Se cultiva principalmente como planta ornamental pese a su crecimiento lento, y su propagación se realiza normalmente a través de semillas.

### Psicoactividad
Contiene alcaloides psicoactivos, como hordenina, N-metiltiramina, N-metil-3,4-dimetoxi-β-fenetilamina y N,N-dimetil-3,4-dimetoxi-β-fenetilamina.